# Herculis 2014
Meeting Herculis 2014 byl lehkoatletický mítink, který se konal 18. července 2014 v Monaku. Byl součástí série mítinků Diamantová liga.

## Výsledky
- Archiv výsledků zde [1]

### Muži
| Disciplína      | 1. místo                      | 2. místo                     | 3. místo                  |
| 200 m           | Justin Gatlin 19,68           | Nickel Ashmeade 19,99        | Christophe Lemaitre 20,08 |
| 400 m           | LaShawn Merritt 44,30         | Gil Roberts 44,62            | Isaac Makwala 44,90       |
| 1500 m          | Silas Kiplagat 3:27,64        | Asbel Kipruto Kiprop 3:28,45 | Ronald Kwemoi 3:28,81     |
| 3000 m překážek | Jairus Birech 8:03,33         | Conseslus Kipruto 8:09,81    | Hillary Yego 8:10,23      |
| 110 m překážek  | Pascal Martinot-Lagarde 12,95 | Orlando Ortega 13,01         | Sergej Šubenkov 13,14     |
| Skok daleký     | Li Jinzhe 809 cm              | Ignisious Gaisah 801 cm      | Luis Rivera 800 cm        |
| Skok do výšky   | Bohdan Bondarenko 240 cm      | Mutaz Essa Baršim 237 cm     | Ivan Uchov 234 cm         |
| Hod diskem      | Piotr Małachowski 65,84 m     | Jorge Fernández 65,46 m      | Gerd Kanter 64,98 m       |

### Ženy
| Disciplína     | 1. místo                     | 2. místo                            | 3. místo                     |
| 100 m          | Tori Bowieová 10,80          | Veronica Campbellová-Brownová 10,96 | Murielle Ahouréová 10,97     |
| 800 m          | Ajee Wilson 1:57,67          | Eunice Jepkoech Sumová 1:57,92      | Winnie Nanyondo 1:58,63      |
| 5000 m         | Genzebe Dibabaová 14:28,88   | Almaz Ayanaová 14:29,19             | Viola Kibiwot 14:33,73       |
| 400 m překážek | Kaliese Spencerová 54,09     | Georganne Moline 54,73              | Cassandra Tate 55,07         |
| Trojskok       | Caterine Ibargüenová 15,31 m | Jekatěrina Koněvová 14,89 m         | Kimberly Williams 14,59 m    |
| Skok o tyči    | Fabiana Murerová 476 cm      | Jennifer Suhrová 471 cm             | Katerina Stefanidiová 471 cm |
| Vrh koulí      | Valerie Adamsová 20,38 m     | Christina Schwanitzová 19,54 m      | Michelle Carterová 19,05 m   |
| Hod oštěpem    | Barbora Špotáková 66,96 m    | Martina Ratej 64,58 m               | Kimberley Mickleová 62,94 m  |